# Huillania
Huillania es un género de insecto coleóptero de la familia Chrysomelidae.

## Especies
Las especies de este género son:
- Huillania bifasciata Laboissiere, 1931
- Huillania foramina Laboissiere, 1921
- Huillania gibbicollis Laboissiere, 1931